# Пресвитерианская система церковного управления
Пресвитериа́нская систе́ма церко́вного управле́ния — форма организации управления христианской церкви, при которой властные полномочия предоставляются коллегиальным избираемым органам (пресвитериям, синодам, генеральным ассамблеям), в отличие от епископальной системы, основанной на иерархии единоличных епископов (митрополитов), подчинённых главе церкви (папе римскому, патриарху, католикосу, королю). Возникновение пресвитерианской системы связано с Реформацией в Швейцарии и Шотландии и её наиболее полная реализация была осуществлена в пресвитерианских церквях, прежде всего шотландской. В той или иной степени пресвитерианская система церковного управления принята во всех реформатских религиозных организациях.

## Догматическая основа
Теоретические основы пресвитерианской системы управления были разработаны Жаном Кальвином в XVI веке, исходя из протестантской интерпретации Нового Завета:
- Епископы являются верховными пастырями церкви, не подчинёнными никому иному (ни папа римский, ни патриарх не упомянуты в Новом Завете) [источник не указан 4208 дней];
- Епископ и пресвитер, согласно Библии, — одно и то же лицо. Слово «епископ» («блюститель», «надзирающий») в Евангелии означает лишь функцию пресвитера, а не особый церковный пост;
- Сообщество верующих в целом обладает священническим статусом. Пресвитеры осуществляют свои функции от имени и с согласия всех верующих.

Согласно кальвинистской доктрине концентрация церковной власти в руках отдельных лиц (епископов, аббатов, митрополитов, папы римского) не соответствует христианскому учению и представляет собой нарушение божественных установлений. Функции проповедования Слова Божьего и осуществления церковных таинств должны возлагаться на специально подготовленных пресвитеров — пасторов, министериалов, которые входят в приходские церковные советы (конгрегации) наравне с прочими их членами, отличаясь от них лишь тем, что помимо избрания прихожанами они проходят ещё обряд посвящения вышестоящей церковной организацией (пресвитериями, синодом, генеральной ассамблеей). Приверженцы реформатских церквей считают пресвитерианский способ управления церковью наиболее соответствующим раннехристианской модели и положениям Святого Писания.
Особой разновидностью пресвитерианской системы управления является конгрегационализм, в котором также принят коллегиальный принцип организации церкви, однако, в отличие от пресвитерианства, приходские собрания (конгрегации) полностью независимы и не подчиняются никаким вышестоящим органам (пресвитериям, ассамблеям). Такая система установлена, в частности, в баптистских церквях.

## Организация
Первичным органом пресвитерианской системы церковного управления являются приходские собрания (церковные сессии или конгрегации), в которые входят пастор (священнослужитель) и прочие пресвитеры, избираемые прихожанами данной церкви. Пресвитеры (или «старейшины»), в основном, являются авторитетными светскими жителями прихода, которые выбираются пожизненно или на определённый срок. В компетенцию приходских собраний входят организация богослужений, пасторская забота о прихожанах, обеспечение порядка и решение местных вопросов церковной жизни. Пастор не имеет решающего голоса на собраниях, однако обычно является председателем. В функции пастора также входит чтение проповедей, организация религиозного обучения и осуществление церковных таинств (крещение и причастие). В некоторых пресвитерианских церквях пастор также автоматически является членом вышестоящей церковной организации (пресвитерия). Существует также пост дьякона, к чьей компетенции обычно относятся финансово-хозяйственные вопросы деятельности приходских собраний.
Приходские собрания объединяются в региональные пресвитерии, члены которых избираются из состава соответствующих конгрегаций и включают помимо пасторов и светских пресвитеров. Пресвитерии осуществляют надзор за работой приходских собраний и выступают в качестве более высокой судебной инстанции. При решении вопросов, входящих в компетенцию пресвитериев, их участники не связаны наказами избравщих их приходских собраний.
Высшими органами пресвитерианской системы управления являются синоды и генеральные ассамблеи, состоящие из делегатов региональных пресвитериев и, иногда, приходских собраний. Они определяют принципы церковной политики, имеют право утверждения обязательных для всей церкви постановлений (в том числе в догматической сфере) и являются верховными судебными органами.